# Beruge Darat
Beruge Darat is een bestuurslaag in het regentschap Muara Enim van de provincie Zuid-Sumatra, Indonesië. Beruge Darat telt 1464 inwoners (volkstelling 2010).